# Pawel Kusmitsch Jakowlew
Pawel Kusmitsch Jakowlew (russisch Павел Кузьмич Яковлев, engl. Transkription Pavel Yakovlev; * 16. Januar 1958 in Ulan-Ude) ist ein ehemaliger russischer Mittel- und Langstreckenläufer, der für die Sowjetunion startete.
Über 1500 m schied er bei den Olympischen Spielen 1980 in Moskau im Vorlauf aus, wurde Fünfter bei den Wettkämpfen der Freundschaft 1984 und siegte bei den Goodwill Games 1986.
1986 wurde er Sowjetischer Hallenmeister über 1500 m und 3000 m.

## Persönliche Bestzeiten
- 1500 m: 3:36,4 min, 23. Mai 1980, Sotschi
- 1 Meile: 3:57,14 min, 30. August 1985, Brüssel
- 3000 m: 7:52,60 min, 24. Mai 1986, Sotschi